# Lana Clelland
Lana Clelland (* 26. Januar 1993 in Perth, Schottland) ist eine schottische Fußballspielerin. Die Stürmerin spielt in der Serie A in Italien seit 2021 für die Frauenmannschaft der US Sassuolo Calcio und seit 2012 für die Schottische Nationalmannschaft.

## Karriere

### Verein
Clelland begann ihre Karriere beim Rangers Girls FC. Ab 2008 spielte sie in der ersten Mannschaft, die in dem Jahr den Spielbetrieb in der First Division (dritthöchste Liga im schottischen Frauenfußball) aufnahm. Die Mannschaft gewann die Meisterschaft und erreichte zudem 2009 als erster unterklassiger Verein das Pokalfinale, das sie aber mit 0:5 gegen Glasgow City LFC verloren. 2010 spielten die Rangers dann in der höchsten schottischen Frauenliga und erneut konnte das Pokalfinale erreicht werden, diesmal gegen Hiberian Edinburgh und mit 1:2 fiel die Niederlage weniger deutlich aus. 2011 wechselte sie in der laufenden Saison zum Spartans WFC, wo sie bis 2014 blieb. Danach zog es sie in den sonnigen Süden, wo sie seitdem für verschiedene Vereine in der Serie A des Frauenfußballs spielt. In ihrer ersten Saison in Italien erzielte sie für ASD Pink Sport Time in Bari zwar zehn Tore und damit fast die Hälfte der Tore ihrer Mannschaft, konnte damit aber nicht verhindern, dass der Verein als Drittletzter in die Serie B abstieg. Sie wechselte daraufhin zum UPC Tavagnacco. Hier erzielte sie in der ersten Saison zwar nur fünf Tore, der Verein hielt sich aber als Fünfter in der Liga. 2016/17 wurde der Verein zwar nur Sechster, aber sie mit 23 Toren Liga-Torschützenkönigin. 2017/18 war sie mit 13 Toren zwar nur fünftbeste Torschützin, ihre Mannschaft verbesserte sich aber auf den vierten Platz. Zur Saison 2018/19 wechselte sie zur AC Florenz, wo sie in 17 Spielen zwölf Tore erzielte, mit dem Verein Vizemeister wurde und den Supercup gewann. Weil Brescia, der Vizemeister der Vorsaison vom AC Mailand aufgekauft wurde und damit den Startplatz in der Champions League verlor, spielten ihr neuer und alter Verein in einem Entscheidungsspiel um den vakanten Startplatz. Da ihr neuer Verein mit 3:0 gewann, konnte sie erstmals Champions League spielen. Im Sechzehntelfinale trafen sie dabei auf den dänischen Meister Fortuna Hjørring und gewannen beide Spiele mit 2:0, wobei sie in Dänemark beide Tore erzielte. Im Achtelfinale trafen sie dann auf die Chelsea Ladies. Nach einer 0:1-Auswärtsniederlage verloren sie das Heimspiel mit 0:6.
Nach drei Spielzeiten für Florenz wechselte sie zur Saison 2021/22 zur US Sassuolo Calcio. Ihre erste Saison beendete sie mit Sassuolo auf dem vierten Platz. In der Saison 2022/23 musste sie mit Sassuolo in die Abstiegsrunde, die sie als Sieger und mit ihr als bester Torschützin abschlossen.

### Nationalmannschaft
Lana Clelland spielt seit dem Jahr 2008 für den Schottischen Verband. Sie begann mit einem Spiel in der U-15 und spielte danach in der U-17. Mit der U-17 nahm sie an der Qualifikation zur U-17-EM 2009 teil. Ihren Einstand gab sie dabei im letzten Gruppenspiel der ersten Runde gegen die Schweiz. Das Spiel wurde mit 0:2 verloren, so dass die Schottinnen die zweite Runde als drittschlechtester Gruppenzweiter verpassten. Bei einem neuen Anlauf im Oktober 2009 gewannen sie zwar das erste Spiel gegen Litauen mit 13:0, wobei sie auch zwei Tore erzielte, sie verloren dann aber gegen Österreich und Tschechien. Ab April 2010 spielte sie dann in der U-19. Mit der U-19 nahm sie an der ersten Qualifikationsrunde zur U-19-Fußball-Europameisterschaft der Frauen 2011 teil. Beim Turnier in Schweden im September 2010 wurden sie Gruppensieger, auch dank ihres Tores zum 1:0-Sieg gegen die Gastgeberinnen. Bei der zweiten Runde im Frühjahr 2011, bei der ihre Mannschaft ausschied, war sie nicht dabei. Sie kam beim nächsten Anlauf im September 2011 wieder zum Zuge und erzielte beim 9:0 gegen die Färöer und 4:1 gegen Weißrussland je drei Tore. Im letzten Spiel gegen die Finninnen reichte beiden ein 1:1 um sich gemeinsam für die zweite Runde zu qualifizieren. Beim Turnier in Russland im Frühjahr 2012 konnten sie zwar im ersten Spiel die Gastgeberinnen mit 1:0 besiegen, verloren dann aber gegen Italien (2:4) und Spanien (2:3), womit sie als Gruppendritte ausschieden. Mit einem Tor gegen Spanien verabschiedete sie sich aus den Juniorinnenmannschaften.
Drei Monate später debütierte sie in der A-Nationalmannschaft gegen Nordirland. Beim 2:0-Heimsieg in Aberdeen wurde sie in der 64. Minute eingewechselt. Auf ihren nächsten Einsatz musste sie dann 13 Monate warten. Beim 1:1-Remis am 21. August 2013 in Stara Pazova gegen Serbien wurde sie für die Schlussviertelstunde eingewechselt und erzielte in der Schlussminute mit ihrem ersten A-Länderspieltor den Ausgleichstreffer. Ihr drittes Länderspiel hatte sie dann im Dezember beim Vier-Nationen-Turnier in Brasilien. Im dritten Gruppenspiel gegen Chile wurde sie beim Stand von 2:2 in der 70. Minute eingewechselt (Endstand 3:4). Im Spiel um Platz 3 gegen Kanada wurde nach einer Stunde eingewechselt. Nach einem Kurzeinsatz im Februar 2014 gegen Finnland musste sie ein Jahr auf den nächsten Einsatz warten, hatten dann aber auch nur einen Kurzeinsatz von 27 Minuten. Beim Zypern-Cup 2015 kam sie dann in zwei Spielen zum Einsatz, stand dabei im dritten Gruppenspiel gegen Südkorea erstmals in der Startelf, wurde aber nach 69 Minuten ausgewechselt. Am 29. November 2015 hatte sie dann beim 10:0 im EM-Qualifikation gegen Mazedonien ihren ersten Pflichtspieleinsatz, als sie in der 56. Minute beim Stand von 7:0 eingewechselt wurde, sich aber nicht am Torreigen beteiligen konnte. 2016, in einem Jahr mit nur sieben Länderspielen, kam sie nur zu einem Einsatz als Einwechselspielerin und trug auch nichts zur ersten Qualifikation für eine EM-Endrunde bei. In der Vorbereitung auf die EM wurde sie dann wieder häufiger eingesetzt, aber weiterhin nur als Einwechselspielerin. Sie wurde dann auch für die EM nominiert und kam dort in den drei Spielen zum Einsatz. In ihrem ersten EM-Spiel trafen sie auf England und verloren mit 0:6. Clelland wurde zur zweiten Halbzeit Minute beim Stand von 0:3 ausgewechselt. Im zweiten Gruppenspiel, beim 1:2 gegen Portugal stand sie erstmals wieder in der Startelf, wurde aber in der 53. Minute ausgewechselt. Im dritten Spiel, das sie gegen Spanien mit 1:0 gewannen, wurde sie wieder zur zweiten Halbzeit eingewechselt. Da Portugal und Spanien auch gegen England verloren, die Spanierinnen aber mit 2:0 gegen Portugal gewannen, schieden die Schottinnen als Gruppendritte aus.
In der Qualifikation zur WM 2019 wurde sie in zwei Spielen eingesetzt. Die Schottinnen qualifizierten sich erstmals für die WM, wo sie wie bei der EM im ersten Spiel auf England treffen werden. Am 15. Mai 2019 wurde sie für die WM nominiert. Bei der WM wurde sie bei der 1:2-Niederlage gegen Ex-Weltmeister Japan in der 76. Minute eingewechselt und erzielte 12 Minuten später das Tor für die Schottinnen.
Bei der anschließenden misslungenen Qualifikation für die EM 2022 kam sie nicht zum Einsatz. In der Qualifikation für die WM 2023 wurde sie immer sechsmal ein und zweimal ausgewechselt. Als Gruppenzweite qualifizierten sich die Schottinnen für die Play-offs. Hier gewannen sie zunächst gegen Österreich, wobei sie zur zweiten Halbzeit ausgewechselt wurde. Anschließend verloren die Schottinnen dann aber trotz Heimrecht ohne sie gegen Irland, das sich damit erstmals für die WM-Endrunde qualifizierte. Danach wurde sie noch nicht wieder berücksichtigt.

## Erfolge
- Torschützenkönigin der Serie A: 2016/17
- Italienische Supercupsiegerin: 2018